# Нормандська експансія в Уельсі
Нормандська експансія в Уельсі — серія військово-політичних операцій королів Англії та англонормандських баронів наприкінці XI — початку XIII століття, спрямованих на підкорення території Уельсу. Розпочавшись безпосередньо після нормандського завоювання Англії 1066 року, нормандська експансія в Уельсі тривала з різною інтенсивністю упродовж півтора століть. В результаті були ліквідовані валлійські королівства Гвент, Морганнуг і Бріхейніог, завойована більша частина території Уельсу, де було створено так звану «Валлійську марку», та впроваджено класичні форми феодальної соціальної системи. Нормандська експансія кінця XI — XII століття створила умови для остаточного завоювання Уельсу Едуардом I у другій половині XIII століття.

## Уельс перед нормандським завоюванням
Особливості фізичної географії Уельсу — пересіченість його території гірськими грядами, де могли переховуватись місцеві жителі у разі зовнішньої агресії, близькість і легкодоступність Ірландії, що забезпечувала притулок та підкріплення валлійцям, відсутність зручних шляхів сполучення між різними областями країни — були однією з найважливіших перепон для завоювання Уельсу спочатку англосаксами, а згодом – нормандцями. З іншого боку, ці особливості також унеможливлювали будь-яке міцне об’єднання Уельсу під владою місцевих династій. Незважаючи на притаманне валлійцям вже у ранньому Середньовіччі сильне прагнення до незалежності, в Уельсі так і не було досягнуто національної єдності. Цьому перешкоджали також особливості соціально-правового устрою валлійського суспільства, зокрема звичай розподілу спадщини між усіма дітьми померлого у валлійському праві, відсутність сформованого державного апарату, незакріпленість правового статусу й компетенції правителя, а також децентралізованість суспільно-політичної системи, базовою одиницею якої був кантрев. Це призводило до постійних міжусобних війн між різними кланами й родинами, частої узурпації престолу валлійських королівств та нестабільності кордонів.
Після загибелі 1063 року Гріфіда ап Ллівеліна, останнього правителя, що зумів об’єднати під своєю владою всі королівства Уельсу й завдати низки поразок англосаксонським правителям на сході, країна знову розпалась на кілька державних утворень: королівства Гвінед на півночі, Повіс в центрі, Дехейбарт на південному заході і три невеликих королівства на південному сході Уельсу: Морганнуг, Бріхейніог і Гвент. 

## Початок експансії (1067—1093)
У 1066 році Англія була завойована військами нормандського герцога Вільгельма Завойовника. На зміну слабкій у військовому відношенні англосаксонській державі прийшла агресивна феодальна англо-нормандська монархія. Хоч очевидно, що Вільгельм не мав наміру завойовувати валлійські королівства, невдовзі після своєї коронації він почав зміцнювати англо-валлійський кордон.  Територія вздовж південної його частини була передана у лен Вільяму Фіц-Осберну, графу Герефорду та найближчому соратнику короля Вільгельма,  який заходився зводити вздовж кордону з Уельсом системи добре укріплених замків (Монмут, Карісбрук, Чепстоу, Вігмор, Кліффорд) й розселяти у прикордонному регіоні нормандських лицарів.  Окрім того, активно заохочувалось заснування нових торгових бургів для залучення у прикордонні області англо-нормандських колоністів. Цими заходами створювалась соціальна й матеріальна база для наступного наступу на землі Уельсу.
У 1067 році у західно-англійських графствах спалахнуло повстання проти нормандської влади, підтримане королем Гвінеда та Повіса Бледіном ап Кінвіном, але придушене до 1070 року.  Невдовзі після цього почався перший наступ нормандських баронів на Уельс. Відомо, що Вільям Фіц-Осберн здійснив вторгнення у Бріхейніог та завдав рішучої поразки валлійським загонам. Рік цієї експедиції точно не встановлено, але очевидно, що не пізніше 1075 року.  більша частина Гвенту у межиріччі Ваю та Аску перейшла під контроль нормандців. Успіхи на південному кордоні з Уельсом спонукнули Вільгельма Завойовника на створення системи марок у північній та центральній частинах англо-валлійського кордону. У 1071 році було створено Честерську, а 1075 року Шропширську марки — особливі адміністративні одиниці, економічна й адміністративна системи яких були підпорядковані завданню організації оборони й наступу на землі Уельсу. Їх правителі — графи Честеру і Шрусбері — мали значні можливості з організації та забезпечення власних військових контингентів та будівництва прикордонних фортець. Окрім того, король надавав правителям марок значну автономію у внутрішніх справах, різні привілеї та свободи, а також великі земельні володіння в інших, багатших, частинах Англії, звідки графи Честер і Шрусбері могли брати кошти та вербувати солдат для воєнних дій в Уельсі.

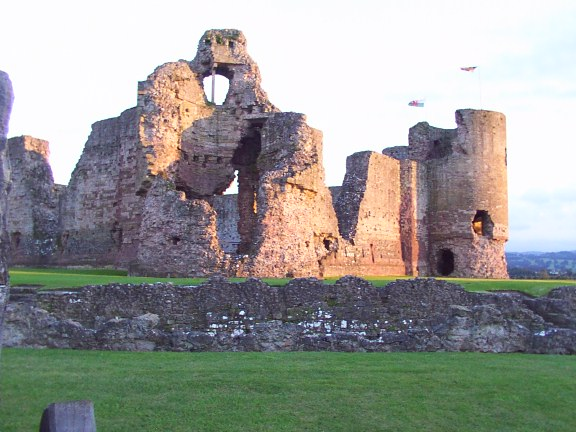
Руїни Рудланського замку

У той самий час в самому Уельсі в 1070-их роках загострились внутрішні конфлікти між валлійськими королівствами. Війна між Гвінедом і Морганнугом з одного боку та Дехейбартом з іншого досягла кульмінації у 1081 році, коли король Гвінеду був розбитий і загинув у битві під Мінід-Карном. Цією боротьбою скористались нормандці: вже у 1072 році почалось просування нормандських лицарів Честерської марки на чолі з Робертом Рудланським вглиб північного Уельсу. До 1075 року Роберт захопив північно-східний Уельс до Конві, а у 1081 році, полонивши короля Гріфіда ап Кінана, підкорив собі весь Гвінед. Вздовж північного узбережжя Уельсу були зведені укріплені замки: Рудлан, Дегануї, Бангор, Карнарвон. Вільгельм Завойовник визнав Роберта Рудланського сеньйором північного Уельсу за умови сплати феодальної ренти в размірі 40 фунтів стерлінгів. Одночасно розгортався наступ Роджера Монтгомері на Повіс, щоправда набагато менш успішний. Базою нормандської експансії в цьому регіоні став замок Монтгомері на захід від кордону, з якого нормандці здійснювали набіги на валлійські землі аж до Кередігіону й Діведа. У Південному Уельсі після періоду прикордонних сутичок ситуація стабілізувалась у 1081 році, коли загони Вільгельма Завойовника пройшли вздовж південного берега до Сент-Дейвідса. Сутичок з валлійцями не було: король Дехейбарту Ріс ап Теудур склав омаж англійському монарху і визнав його сюзеренітет. Угода між Вільгельмом Завойовником та Рісом ап Теудуром заклала базу для майбутньої політики англійських королів стосовно правителів валлійських князівств: задовольняючись визнанням своєї верховної влади, королі Англії закріпляли статус-кво в Уельсі та, з одного боку, забезпечували особливий статус тих чи інших валлійських правителів, а з іншого — створювали таким чином противагу нормандським баронам прикордонних районів, які надто зміцнились.
Ситуація змінилась після смерті Вільгельма Завойовника та повстання англо-нормандських баронів 1088 року, в якому активну роль відігравали феодали валлійських прикордонних районів. Послаблення королівської влади у регіоні стало поштовхом до активізації наступу баронів на землі Уельсу. Цьому також сприяло відновлення міжусобних війн між Рісом ап Теудуром і сусідніми валлійськими правителями. Вже у 1088 році Бріхейніог було атаковано Бернаром де Нефмаршем та упродовж наступних років стародавнє валлійське королівство поступово припинило своє існування. Спроба Ріса ап Теудура в 1093 році вигнати нормандців з Бріхейніогу провалилась: король Дехейбарту зазнав поразки й загинув. З його смертю у Південному Уельсі утворився вакуум влади, чим негайно скористались англонормандські феодали. Бріхейніог перейшов у володіння Бернара де Невмарша, який звів замок Брекон, що став адміністративним та військовим центром цієї області. Радноршир було розділено між Роджером де Монтгомері та Філіпом де Браозом. До Морганнугу вторглись загони Роберта Фітц-Хемона, який швидко завоював Гламорганську долину і заклав Кардіфф. Гламорган було реорганізовано за зразком англійських графств, валлійці витіснені в гори. Того самого 1093 року Роджер де Монтгомері, граф Шрусбері, здійснив похід на південний захід Уельсу, завоював Кередігіон і Дівед та заснував у крайній південно-західній точці Уельсу замок Пембрук, що став центром нормандської влади в регіоні.

## Формування Валлійської марки
До 1094 року під контролем нормандців опинилась більша частина Уельсу. Завойовані ними землі були розподілені між англо-нормандськими феодалами. Сформувались окремі феодальні володіння, що перебували під владою, часто, відносно невеликих лордів. Такі володіння включали окрім рівнинних регіонів, де насаджувалась класична феодальна система за англо-нормандським зразком, й гірські області, де зберігались традиційні валлійські порядки, а новий правитель задовольнявся підкоренням місцевих вождів та збиранням ренти. Володіння на території Уельсу були тісно пов’язані із західно-англійськими графствами (Чешир, Шропшир, Герефордшир, Глостершир), що надавали матеріальні та людські ресурси, необхідні для підтримання нормандської влади в Уельсі. Феодальні володіння в Уельсі та прикордонні англійські графства утворювали єдиний територіальний комплекс, що отримав назву «Валлійська марка» та відзначався воєнізованим характером адміністрації, власною судово-правовою системою та більш широким обсягом повноважень феодальної еліти. На цій території королівські накази не мали прямої дії, барони користувались правом вільного будівництва замків та заснування міст, судова влада у всіх питаннях, за винятком зради, здійснювалась місцевими феодалами, існували й інші адміністративно-правові відміни від інших англійських графств. Причиною виникнення особливого статусу Валлійської марки тривалий час вважалось надання привілеїв і вольностей баронам королем для заохочення англонормандської колонізації, однак значна частина сучасних істориків  знаходять витоки цих прав у специфічному характері нормандського завоювання Уельсу.
Особливістю нормандської експансії в Уельсі було те, що територія Уельсу завойовувалась частинами, по кантревам і комотам, на відміну, наприклад, від кампанії із завоювання Англії, спрямованої на «повернення» всього королівства його «законному» монарху. Якщо підкорення Англії цілком направлялось королем, то встановлення нормандської влади над Уельсом було справою баронів прикордонних областей. Підкорюючи кантрев за кантревом, барони, за винятком незначної кількості регіонів (передусім Пембрукшира й Гламорганської долини), не знищували місцеве право й місцевий соціальний устрій, але включали їх до системи васально-ленних відносин . В результаті сполучення владних повноважень феодального сеньйора з традиційними прерогативами валлійського правителя, успадкованими новими власниками земель, права й свободи нормандських баронів Уельсу виявились набагато ширшими, ніж у феодалів інших частин Англії.

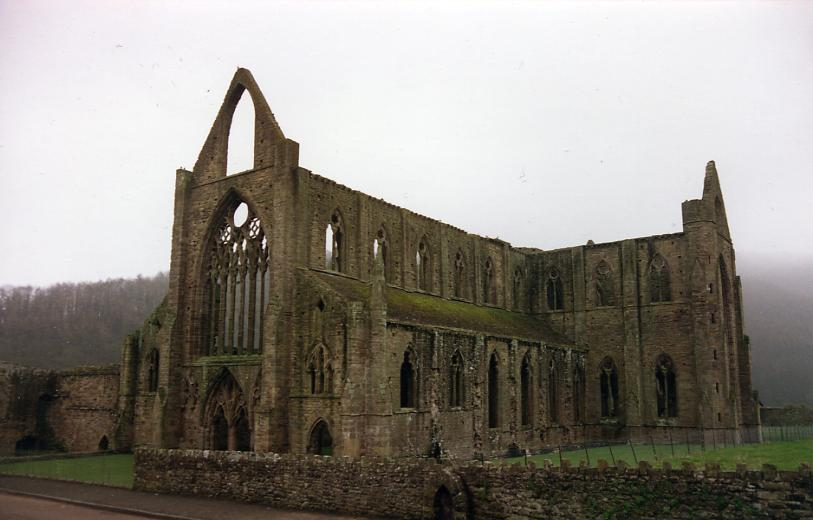
Руїни Тінтернського абатства

Значну роль у нормандському завоюванні Уельсу відігравала церква. Частина захоплених валлійських земель передавалась баронами церковним організаціям Англії та Нормандії. Дочірні монастирі на території Уельсу були засновані абатствами Баттл, Шерборн, Тьюксбері, цистерціанським та іншими церковними орденами. Особливе значення мав монастир Тінтерн (Діндірн), заснований цистерціанцями на березі річки Вай у 1131 році, та Вітленд (Хенді-Гвін) у західному Кармартенширі. Валлійська церква була реорганізована за англійським зразком, вже до 1135 року усі валлійські єпископи були ставлениками архієпископа Кентерберійського. Спроби Сент-Дейвідса звільнитись з-під влади Кентербері у середині XII століття не увінчались успіхом.

## Тактика війни у нормандців і валлійців
У боротьбі за підкорення Уельсу зіткнулись дві військові системи: нормандська і валлійська. Військова тактика нормандців, заснована на досвіді воєнних дій у Північній Франції та завоюванні Англії, полягала у захопленні й утриманні опорних центрів влади. Метою захоплень були передусім пахотні угіддя — головне джерело багатства у феодальному суспільстві й основний продовольчий ресурс для армії. Тому ядром нормандської армії була добре навчена кавалерія, що складалась із професійних військових — лицарів, а найважливішим засобом утримання влади в захопленому регіоні було будівництво замків. Валлійське суспільство, економіка якого була орієнтована на пасовищне скотарство у пагорбистій та гірській місцевості, виробило іншу тактику війни. Валлійські військові сили являли собою ополчення місцевих жителів, слабко навчене й організоване, що складалось майже винятково з піхоти та призначене для ведення міжкланових війн, захоплень худоби й грабіжницьких походів. При наближенні нормандців валлійці легко уходили в гори разом зі своїм майном, щоб потім нападати на невеликі загони або чекати на відступ основної армії. Знищення нормандцями пахотних угідь спричиняло незначні збитки валлійцям, чиє господарство було переважно скотарським. Можливості дати генеральну битву у нормандців не було. Однак валлійці не могли нічого протиставити замкам, які швидко зводились у долинах й на перетині шляхів сполучення, які стали головним засобом англонормандського контролю в регіоні. У довгостроковій перспективі замки забезпечили утримання нормандських завоювань в Уельсі. Вже до 1135 року практично всі родючі рівнини й долини Південного та Середнього Уельсу виявились захопленими англонормандськими баронами, однак гори й пагорби залишались під контролем валлійців, здатних під час масових повстань розбити нормандську владу в долинах, що показало повстання 1094 року.

## Повстання 1094 року і його наслідки
У 1094 році Уельс охопило масове повстання валлійців проти нормандської влади. Воно почалось у Північному Уельсі, що перебував у той час під контролем Гуго д’Авранша, графа Честеру, й Гуго де Монтгомері, графа Шрусбері. Лідерами повстанців був Кадуган ап Бледін, правитель Повіса, і Гріфід ап Кінан, король Гвінеду, що втік із в’язниці. Нормандці були відкинуті за Конві, їхні замки у північно-західному Уельсі зруйновані. 
Під загрозою повного краху нормандської влади в Уельсі з Нормандії поспіхом повернувся король Вільгельм II Руфус, однак його експедиція у Гвінет 1095 року цілком провалилась: валлійці при підході англійської армії з усім своїм майном уходили в гори, а нестача провізії, наближення зими та постійні партизанські напади місцевих жителів змусили війська Вільгельма II піти з Уельсу. Аналогічним чином завершилась і спроба вторгнення у Гвінет 1097 року. Успішнішою спочатку була операція графів Честеру й Шрусбері у 1098 році. Їм вдалось пройти вздовж північного берега й відтіснити Кадугана й Гріфіда на острів Англсі. Однак у протоці Менай нормандців несподівано атакував норвезько-гельський флот Магнуса Босонога: нормандський загін був ущент розбитий, а Гуго де Монтгомері вбитий. Кампанія 1098 року була останньою серйозною спробою англонормандських баронів встановити контроль над Сноудонією й Англсі: з цього часу й до середини XIII століття просування нормандців у Північному Уельсі припинилось, воєнні дії обмежувались сутичками в регіоні на схід від Конві, в області, що отримала назву «Чотири кантреви». Хоч у 1114 році король Генріх I здійснив велику експедицію у Гвінет, причому наступ вівся трьома колонами з різних напрямків, її результатом стало лише складання омажу Гріфідом ап Кінаном і згода на сплату феодальної ренти королю Англії. Більше того, невдовзі Гвінету вдалось відсунути свій східний кордон до Клуйда.
Південний Уельс у 1093 році також був охоплений повстанням. Відчайдушні атаки валлійців на нормандські володіння й замки призвели до звільнення більшої частини регіону. Лише Пембрукшир, який обороняв Джеральд Віндзорський, а також Брекнокшир, Гвент і Гламорганська долина залишились під владою англо-нормандських баронів. Були відновлені стародавні валлійські королівства Дехейбарт і Повіс. Однак уже в останні роки XI століття почалось поступове відвоювання земель нормандцями. Падіння дому Монтгомері у 1102 році після заколоту Роберта Беллемського й перехід Шропширу під безпосереднє управління англійського короля дещо послабили тиск на Середній Уельс, однак на зміну Монтгомері у цій частині країни прийшли нові англонормандські родини, передусім Мортімери, які зі своєї бази у Вігморському замку почали експансію в напрямку Повіса. Нормандське просування полегшувалось міжусобицями серед валлійських князів Південного Уельсу, що знову спалахнули. Після вбивства Кадугана ап Бледіна у 1111 році міць королівства Повіс швидко пішла на спад. Пембрукшир, з якого було вигнано валлійців, став активно заселятись англійськими і фламандськими колоністами, його було реорганізовано за типом англійського графства із власним шерифом й судово-адміністративною системою. Англізація Пембрукширу досягла такого рівня, що ця область область стала відомою під назвою «Мала Англія за Уельсом». Під контроль нормандців повернулись й інші області: у Кередігіоні з 1110 року, а в нижньому Гвенті з 1119 року закріпився англонормандський дім де Клер, в Говері закріпився Генріх де Бомон. Тривало посилення англонормандської влади у Брекнокширі, успадкованому конетаблем Мілем Глостерським, і Гламоргані, що увійшов до складу обширних володінь Роберта, побічного сина короля Генріха I. Нормандці не прагнули до оволодіння гірськими регіонами, зосередившись на утриманні долин, для чого було зведено ще кілька десятків замків (Суонсі, Кардіган, Аберістуїт, Кармартен й інші), а система управління завойованими землями трансформувалась за зразком Гламоргану й Пембрукширу. До 1135 року територія Південного Уельсу практично перетворилась на англо-нормандську провінцію, а території, що лишались під контролем валлійських правителів зменшились до кількох кантревів.

## Експансія в середині XII століття та її крах
1 січня 1136 року в Південному Уельсі знову спалахнуло повстання проти англонормандських завойовників. Поштовхом стало убивство у Гвенті Річарда де Клера, графа Герефорду. У 1137 році було захоплено Кармартен, потім Лланстефан. Згодом валлійці вигнали нормандців з Кередігіону й атакували замки та опорні пункти всією територією Уельсу. Громадянська війна, що спалахнула в Англії, між прибічниками короля Стефана й імператриці Матильди не дозволила організувати ефективну відсіч повстанцям: барони Валлійської марки, в основному, підтримували Матильду, що унеможливлювало вторгнення в Уельс армії короля. Невдовзі практично вся територія Уельсу, за винятком Пембрукширу й деяких прикордонних областей, була звільнена від нормандської влади. Закріпленню цього успіху сприяв той факт, що на чолі Гвінету й Дехейбарту опинились талановиті й сильні державні діячі — Овайн Гвінед і Ріс ап Гріфід відповідно. До 1154 року їм вдалось захопити важливі нормандські фортеці на півночі (Мольд і Рудлан) та півдні (Тенбі й Аберавон).

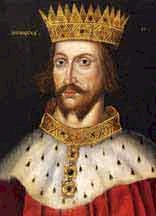
Генріх II, король Англії

Лише стабілізація внутрішньої та зовнішньополітичної ситуації в Англії після вступу на престол Генріха II дозволила відновити нормандську експансію. У 1157 році король здійснив вторгнення у Північний Уельс. Кампанія була добре організована: розраховуючи на затяжну війну, Генріх II сформував невелику, але добре навчену армію, включив до її складу шропширських лучників, здатних переслідувати валлійців у пагорбистій та гірській місцевості, заручився підтримкою короля Повіса й забезпечив допомогу флоту. Однак перебіг воєнних дій був невдалим для англійців, сам король ледь не був узятий у полон. В результаті було укладено мир: Овайн Гвінед склав омаж Генріху II, передав заручників і погодився повернути англійцям землі на схід від Клуйда. Наступного року війська Генріха II атакували Дехейбарт і змусили Ріса ап Гріфіда відмовитись від усіх своїх володінь, за винятком Великого кантрева. Однак опір Ріса не був зламаний: упродовж наступних років на південному заході Уельсу тривала війна між валлійцями та англонормандськими баронами, що практично не припинялась. У 1163 році Ріс ап Гріфід був взятий у полон, але невдовзі відпущений на волю, а 1164 року очолив нове повстання у Південному Уельсі, яке було підтримано й Овайном Гвінедом. Для його придушення 1165 року Генріхом II була сформована велика армія, до складу якої увійшли найманці з Фландрії, лицарі французьких володінь короля, легкоозброєна піхота і флот скандинавських вікінгів з Дубліна. Але дощова погода, розмиті дороги, нестача продовольства й успішне маневрування набраної з усього Уельсу армії Овайна Гвінеда змусили англійців відступити. Провал експедиції став кінцем спроб Генріха II підкорити Уельс. . Гвінет і Дехейбарт зберегли свою незалежність та навіть розширили вплив: Овайн Гвінед захопив нормандські замки Безінгверк у 1166 році й Рудлан у 1167 році, відсунувши кордон до гирла Ді, а Ріс ап Гріфід завершив завоювання Кередігіону, взявши замок Кардіган у 1166 році, а потім підкорив деякі області Середнього Уельсу.

## Період консолідації (кінець XII — початок XIII століть)

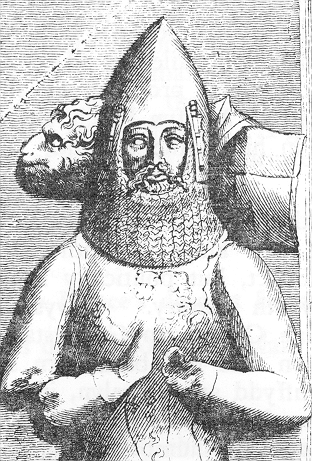
Ріс ап Гріфід. Гравюра 1810 року

Провал спроб Генріха II збройним шляхом підкорити Уельс змусили англійського короля змінити свою політику. Цьому також сприяли загострення внутрішніх проблем, ускладнення стосунків з Францією та, головне, завоювання Ірландії, ініційоване на першому етапі великими англонормандськими баронами Пембрукширу (Робертом Фіц-Стефаном, Морісом Фіц-Джеральдом та Річардом де Клером). З одного боку, їхнє відплиття до Ірландії усунуло головних супротивників Ріса ап Гріфіда в Південному Уельсі, а з іншого — успіхи цих баронів в Ірландії спричинили невдоволення короля Генріха II, що остерігався надмірного посилення аристократичних родів у збиток королівській владі. Вже у 1171 році Генріх II здійснив радикальний поворот в політиці стосовно Уельсу: замість підтримки англонормандських феодалів він пішов на зближення з валлійськими князями. Між королем Англії та Рісом ап Гріфідом було укладено мирну угоду, відповідно до якої було визнано завоювання Ріса у південно-західному Уельсі та його владу над Кередігіоном і Кармартенширом, а правитель Дехейбарту, в свою чергу, складав присягу вірності Генріху II та зобов’язувався сплачувати феодальну ренту. Наступного року на зустрічі Генріха II й Риса ап Гріфіда в Лохарні останнього було призначено верховним суддею (юстиціаром) Уельсу, що, ймовірно, передбачало й певні судово-адміністративні права стосовно англонормандських баронів Валлійської марки. Упродовж наступних років відносини між Англією та Дехейбартом залишались дружніми, Ріс неодноразово відвідував короля, а його новий замок в Кардігані перетворився на політичний центр всього Уельсу. В свою чергу правитель Дехейбарту надав суттєву військову підтримку Генріху II під час повстання синів англійського короля у 1173—1174 роках. Мирні стосунки зберігались й між Англією та королівством Гвінет, послабленим боротьбою за престол по смерті Овайна Гвінеда у 1170 році.
Смерть Генріха II 1189 року й наступне за ним відплиття його спадкоємця короля Річарда Левове Серце у хрестовий похід стали сигналом для відновлення англо-валлійського протистояння. Ріс ап Гріфід, вирішивши, що він не пов’язаний жодними угодами з новим королем, підбурив повстання. Він знову атакував володіння англонормандських баронів у південно-західному Уельсі й захопив замки Сент-Клірс, Лохарн і Лланстефан. Спроби англійців укласти мир не мали успіху. Більше того, у 1196 році Ріс ап Гріфід здійснив похід на схід, й узявши Кармартен, Колвін і Раднор, розбив загони Роджера Мортімера. Хоч після смерті Ріса ап Гріфіда у 1197 році між його синами спалахнула міжусобна війна, положення валлійських князів лишалось досить міцним. Наприкінці XII століття припинилась значна частина великих англонормандських родів, які контролювали Валлійську марку, їхні володіння були успадковані баронами, або тими, що жили в Англії й не були зацікавлені у продовженні експансії (наприклад, Гламорган перейшов у володіння графа Джона, брата короля, а землі де Клерів — Вільяма Маршала, лорда-маршала Англії), або були розділені між дрібнішими родами. Продовжували посилюватись лише позиції Мортімерів і Браозів, які перетворились на найбільших баронів марки. Хоча англійці й уживали деяких заходів зі стримування просування валлійців (експедиція зі зняття облоги Суонсі 1192 року і вторгнення у Південний Повіс 1198 року), вони не змогли переломити ситуацію в Уельсі.
Послабленням нормандського натиску скористався Ллівелін ап Іорверт, правитель Гвінету, який зумів відновити єдність свого королівства й у 1199 році навіть захопити замок Мольд у Флінтширі. Англійський король Іоанн Безземельний, який сам володів значними землями у Південному Уельсі, спробував протиставити Гвінету Повіс, що посилився у період правління Гвенвінвіна, однак невдовзі вирішив піти на союз із Ллівеліном. У 1201 році було укладено угоду, відповідно до якої Ллівелин ап Іорверт визнавався правителем всього Північного Уельсу, замість чого той складав омаж королю Англії. За три роки Ллівелін одружився з побічною дочкою короля Іоанна. Союз між Англією та Гвінетом проявився також у спільних операціях 1208 року проти Гвенвінвіну, в результаті яких Повіс було захоплено Ллівеліном. Того самого року Ллівелін атакував Дехейбарт й окупував північну частину Кередігіону.
Однак 1210 року між Ллівеліном та Іоанном Безземельним спалахнув конфлікт. Натхнений успіхом свого походу в Ірландію, англійський король 1211 року зібрав у Честері велику армію, до якої приєдналось багато валлійських князів, невдоволених зміцненням Ллівеліна, й рушив на Гвінет. Англійцям вдалось захопити Бангор і змусити Ллівеліна піти на принизливий мир: окрім сплати величезної данини, правитель Гвінету поступався Англії територією «Чотирьох кантревів» на схід від Конві. Це послугувало сигналом до відновлення англонормандської експансії в Південному Уельсі: того ж року англійці захопили північну частину Кередігіону, де звели добре укріплений замок Аберістуїт. Окупація Кередігіону спричинила обурення валлійських князів, які перейшли на бік Ллівеліна, й відродила національний рух в Уельсі. Плани нового вторгнення Іоанна Безземельного провалились через загострення внутрішньої ситуації в Англії, де назрівала змова баронів. У 1214 році англійські війська зазнали тяжкої поразки у битві під Бувіном у Франції, а в Англії спалахнув заколот баронів проти короля. Скориставшись цим, Ллівелін захопив у 1213 році Дегануї і Рудлан, а потім приєднався до повсталих англійських баронів й узяв Шрусбері у 1215 році. На боці Ллівеліна виступила частина англонормандських феодалів Валлійської марки, на чолі з Реджинальдом де Браозом, який зайняв Абергавенні, Брекон, Раднор і Більт, що раніше були конфісковані королем у його батька. Рух баронів проти короля Іоанна завершився поразкою останнього й затвердженням Великої хартії вольностей у 1215 році, яка зокрема передбачала відновлення прав і свобод валлійців, повернення заручників і положення, що під час вирішення судової справи в Уельсі право, що застосовується (валлійське право чи право лордів Валлійської марки), визначається належністю земельної ділянки. Перемога Ллівеліна була закріплена його походом у Південний Уельс наприкінці 1215 року, в ході якого були захоплені Кармартен, Лланстефан, Кідвеллі й Кардіган, Дехейбарт визнав панування Гвінету, а у володінні англійців у південно-західному Гвінеті лишився тільки район Пембрука. У 1218 році було підписано Вустерську угоду з новим англійським королем Генріхом III, що підтверджував завоювання Ллівеліна.

## Уельс до середини XIII століття
До 1220-их років в Уельсі встановився відносний статус-кво між баронами марки та валлійцями. Значною мірою ця стабілізація була справою рук Ллівеліна ап Іорверта, який повновладно домінував в Уельсі до 1240 року й отримав прізвисько «Великий». Йому вдавалось відбивати періодичні спроби тих чи інших англійських феодалів розширити свої володіння за рахунок валлійських земель, при цьому не провокуючи масованого вторгнення англійської армії. Однак найважливішою причиною встановлення рівноваги в Уельсі стало зближення валлійського суспільства з англонормандським. Нормандські феодали охоче брали за дружин валлійських жінок зі знатних родин, застосовували валлійське право та здійснювали відносно своїх валлійських підданих обсяг повноважень, що склався в уельській традиції. Великим був і вплив валлійської культури на місцеву феодальну еліту. Все це призвело до формування так званого «камбро-норманської» соціокультурної спільноти, яка відіграла значну роль в історії Англії та Ірландії.
У свою чергу, валлійські князі адаптували англонормандську феодальну систему організації влади, активно зводили замки нормандського типу на кордонах та в опорних пунктах своїх володінь (Долвіделан, Кріккіет тощо), державні інститути Гвінету й Дехейбарту поступово зближувались із англійськими, посилювалась централізація адміністрації й судової системи. Значна частина валлійських родів, передусім у південно-східній частині країни, прийняла англійську культуру й асимілювалась в англійському суспільстві. З іншого боку, саме опір загарбникам, посилив власне валлійську культуру й валлійське національне самоусвідомлення, яким вдалось пережити завоювання Уельсу наприкінці XIII століття та існувати донині.
Однак заходи валлійських правителів з адаптації елементів англонормандської політичної системи почали розхитувати традиційний устрій життя валлійського суспільства. 